# Busto de Carlo Antonio Dal Pozzo
El Busto de Carlo Antonio dal Pozzo es una obra escultórica de Gian Lorenzo Bernini. Está conservada en Edimburgo, en la National Gallery de Escocia. Carlos Antonio Del Pozo era arzobispo de Pisa y tío del conocido coleccionista de arte Cassiano del Pozo; fue en concreto, este último quien encargó la obra a Bernini.
Desde 1715 ha estado conservada en la Country house de Castle Howard. En 1986, la National Gallery de Escocia lo adquirió por 3 millones de libras británicas si bien su valor, en aquel momento, se estimó en torno a los 7,5 millones aproximadamente.